# Pallieterplein
Het Pallieterplein is een plein in Oosterhout Noord-Brabant.
De naam Pallieterplein verwijst naar de roman Pallieter van Felix Timmermans. De wijk waar het Pallieterplein in ligt, heet de Boekenwijk. Het ligt in Vrachelen 1.